# Instituto Leonardo Murialdo
El Instituto Leonardo Murialdo, conocido popularmente como Pío Xill o por su sigla Murialdo, es una entidad educativa de Argentina radicada en la ciudad bonaerense de Villa Bosch, situado en Tres de Febrero en Buenos Aires.Fue fundado el 26 de octubre de 1946 por los Padres Victorio Gagliardi y José Bossoni que  daban inicio en Buenos Aires a la actividad josefina, constituyendo con el Padre Agustín Gastaldo (delegado de Brasil), la comunidad de “Cristo Obrero”, dependiente religiosamente de la viceprovincia de Brasil.

## Datos del Instituto
- Nombre: Instituto Leonardo Murialdo

- Fundación: 1944

- Representante Legal: Ingeniero Gabriel De Rosa

- Localización: Villa Bosch

- Página web: http://www.murialdo.edu.ar

## Fundación del Instituto
El 9 de octubre de 1936 los Padres Victorio Gagliardi y José Bossoni daban inicio en Buenos Aires a la actividad josefina, constituyendo con el Padre Agustín Gastaldo (delegado de Brasil), la comunidad de “Cristo Obrero”, dependiente religiosamente de la viceprovincia de Brasil.
Después de la fundación de las obras de Mendoza: Villa Nueva, Guaymallén y Rodeo del Medio; Villa Bosch y Morrison, el Consejo General de la Congregación erigió la Provincia Argentino-Chilena “San Jerónimo Emiliano”, el 26 de octubre de 1946.
Se establecieron en una capilla, Nuestra Señora del Carmen, otorgada por la hija de José María Bosch, María Helena Bosch; a la congregación de los Josefinos de Murialdo, teniendo así a su primer sacerdote, Mario Donatti.
Luego de la remodelación de la capilla de Nuestra Señora del Carmen, operada por el mismo instituto, se ha visitado el sitio por varios arquitectos famosos gracias a su estructura peculiar la cual se sostiene el techo sin necesidad de columnas por la forma del mismo.

## San Leonardo Murialdo
Leonardo Murialdo Rho (Turín, 26 de octubre de 1828 - Turín,30 de marzo de 1900), fue un sacerdote italiano. Nació en el seno de una familia cristiana, siendo el menor de 6 hermanos.
Estudió en el Colegio de los Padres Escolapios de Savona, y luego ingresó a la Universidad de Turín para estudiar teología, obteniendo su título en 1850.
Al año siguiente, el Arzobispo de Turín, Monseñor Ferré, lo ordenó sacerdote en 1851. Ese mismo año murió su madre a causa de una penosa enfermedad.
En 1857, siendo aun sacerdote diocesano, Murialdo no ingresa a los Salesianos, pero colabora con San Juan Bosco en los oratorios de dicha congregación en Turín.
Viajó a Francia, donde estudió Teología y Apologética en el Seminario de San Sulpicio de París, durante dos años, y regresó a Italia en 1866, para asumir la dirección del Colegio Los Artesanitos de Turín, fundado por el sacerdote italiano, Padre Juan Cocchi.
Fundó en 1873, la 'Pia Sociedad de San José de Turin', más conocida mundialmente como Josefinos de Murialdo, destinada a la educación de los niños y jóvenes.
El Padre Murialdo murió de pulmonía fulminante en Turín en 1900, a la edad de 72 años. Fue beatificado en 1963 y canonizado en 1970.

## Llegada de los Josefinos a la Argentina
El 9 de octubre de 1936 los Padres Victorio Gagliardi y José Bossoni daban inicio en Buenos
Aires a la actividad josefina, constituyendo con el Padre Agustín Gastaldo (delegado de Brasil), la
comunidad de “Cristo Obrero”, dependiente religiosamente de la viceprovincia de Brasil.
Después de la fundación de las obras de Mendoza: Villa Nueva, Guaymallén y Rodeo del Medio;
Villa Bosch y Morrison, el Consejo General de la congregación erigió la provincia argentino-chilena “San
Jerónimo Emiliano”, el 26 de octubre de 1946.

## Actualidad
Cuenta con nivel Primario y Secundario completo, el cual cuenta con escuela técnica, Bachillerato para adultos, escuela deportiva, entre otros.
Cuenta con una cantidad cercana a los 6 mil alumnos y es una de las instituciones más grandes de Villa Bosch.
- Datos: Q5917417